# حسين بن شهاب الدين الكركي
الشيخ حسين بن شهاب الدين بن حسين بن محمد بن حسين بن حيدر العاملي الكركي الحكيم. عالم موسوعي، أديب وشاعر، ولد في بلدة الكرك في جبل عامل، ثم سكن إصفهان مدة ثم حيدر آباد سنين ومات بها.

## مؤلفاته
له كتب كثيرة منها:
- شرح نهج البلاغة
- عقود الدرر في حل أبيات المطول والمختصر
- حاشية المطول
- كتاب كبير في الطب.
- هداية الابرار في أصول الدين
- مختصر الأغاني
- الإسعاف
- رسالة في طريقة العمل
- ديوان شعري.
- أرجوزة في النحو
- أرجوزة في المنطق

## شعره
له الكثير من الشعر، ذكر بعضها في كتاب «سلافة العصر» و«أمل الآمل» ومن شعره هذه القصيدة الجميلة:
خير الانام محمد ال‍ * * * مختار ذو المجد الاثيل
والمعجزات الباهرا * * * ت الواضحات بلا شكول
ماحي الضلال بسيف وا * * * رث علمه بعل البتول
حامي حمى الإسلام يو * * * م الروع بالسيف الصقيل
لولاه مانضرت ريا * * * ض الحق من بعد الذبول
لولاه ما أضحى سلا * * * ما حر نيران الخليل
إن الأولى جنحوا إلى * * * طرق الضلال بلا دليل
لو فكروا في أمرهم * * * وجدوا السلامة في العدول